# Obieg Lindego

- ZR – zawór rozprężny
- PAR – parownik
- SPR – sprężarka
- N – siła odpowiadająca ruchowi tłoka
- SKR – skraplacz

- h – entalpia
- p – ciśnienie

Obieg Lindego – szereg przemian termodynamicznych czynnika roboczego będących odzwierciedleniami idealnej pracy urządzenia chłodniczego.
Jest to schematyczne przedstawienie zasady działania układu chłodniczego, w którym następują zmiany czynnika chłodniczego.
W układzie chłodniczym znajduje się czynnik termodynamiczny, który ulega odparowaniu w parowniku do momentu aż ostatnia jego kropla przejdzie ze stanu cieczy, cieczy nasyconej, aż do stanu gazowego. Czynnik odparowując odbiera ciepło z komory chłodniczej. Na wejściu do sprężarki czynnik jest zasysany i sprężany z ciśnienia niższego do wyższego. Wraz ze sprężeniem, czynnik podwyższa swoją temperaturę, wyższą od temperatury otoczenia. Czynnik musi posiadać temperaturę wyższą od otoczenia, aby zaszło zjawisko oddawania ciepła do otoczenia. Czynnik sprężony oddaje ciepło w skraplaczu, przechodząc ze stanu gazowego w stan ciekły (ciecz), po czym zostaje rozprężony w zaworze rozprężnym, zmieniając swoje ciśnienie i obniżając tym samym temperaturę. Czynnik następnie trafia ponownie do parownika gdzie proces się powtarza.